# مودا
مصطلح ياباني بمعنى «عبث أو عدم جدوى أو تبذير», و هو أحد المفاهيم الأساسية في نظام إنتاج تويوتا لانحرافات تخصيص الموارد الأمثل (إلى جانب مورا و موري). الحد من الهدر هو وسيلة فعالة لزيادة الربحية.اعتمدت تويوتا هذه الكلمات الثلاث مع البادئة مو, التي تعرف في اليابانعلى نطاق واسع كإشارة إلى برنامج أو حملة تحسين منتج.
من وجهة نظر العملاء، العمل ذو القيمة المضافة هو العملية التي تضيف قيمة من خلال إنتاج السلع أو تقديم خدمة لعملاء مستعدين لدفع ثمن. ومع ذلك، فلإن مودا هي أي عملية تستهلك موارد أكثر من اللازم مما يسبب حدوث هدر.
مودا تقسم إلى:
مودا النوع الأول : نشاط بلا قيمة مضافة لكنه لازم للعميل النهائي.
مودا النوع الثاني : نشاط بلا قيمة مضافة غير لازم للعميل النهائي. والهدف هو القضاء على هذا النوع من الهدر.
النوع الأول عادة ما يكون من الصعب القضاء عليه لأنه على الرغم من أنها تصنف على أنها نشاط لا قيمة مضافة له، فإنه ليس بالضرورة مودا.
على سبيل المثال، عملية فحص الجودة لعملية حرجة مطلوبة في خط تجميع السيارة لضمان جودة السيارة وتحقيق معايير السلامة قبل إرسالها إلى المستخدم النهائي ؛ ومع ذلك، من نظر العملاء، هذه الإجراءات تعتبر غير ضرورية ولا تساهم في عملية التجميع والتي تضيف قيم أو إى تجميع السيارة.
النوع الثاني أنشطة بلا قيمة مضافة تساهم في الهدر وتحدث تكاليف خفية. إنتاج تويوتا نظام يحدد الهدر ويصنفه إلى 7 فئات رئيسية.

## سبعة أنواع من الهدر
واحدة من الخطوات الرئيسية في التصنيع الرشيق و نظام إنتاج تويوتا هو تحديد الخطوات التي تضيف قيمة والتي لا تفعل ذلك. من خلال تصنيف جميع الأنشطة العملية في هاتين الفئتين ومن ثم من الممكن أن تبدأ إجراءات لتحسين السابق والقضاء على هذا الأخير. بعض من هذه التعاريف قد يبدو بدلا المثالية، ولكن هذا صعب التعريف يعتبر عاملا هاما في فعالية هذه الخطوة الرئيسية. بمجرد إضافة قيمة العمل (العمل الفعلي) تم فصلها من النفايات، ثم هذه النفايات يمكن تقسيمها إلى 'يجب القيام به (مساعد العمل) ولكن لا تضيف قيمة' المخلفات والنفايات النقي. والتحديد الواضح 'تضيف قيمة العمل، كما متميزة من النفايات أو في العمل أمر حاسم لتحديد الافتراضات والمعتقدات وراء العمل الحالي عملية وتحديا لهم في الوقت المناسب.
 "سبع أنواع من الموارد تهدرعادة كما حددها كبير مهندسي تويوتا ،تاييتشي اونو كجزء من نظام إنتاج تويوتا:

### النقل
في كل مرة يتم نقل منتج يترتب عليه خطر التلف، الفقدان، التأخر، الخ. فضلا عن كونه تكلفة بلا أي قيمة مضافة. النقل لا يعمل أي تحويل للمنتج الذي يستعد المستهلك لدفع ثمنه.

### المخزون
المخزون، سواء كان ذلك في شكل مواد خام أو لمواد عمل قيد التنفيذ أو سلع مصنعة، تمثل نفقات رأسمالية لا تنتج دخلا حتى الآن سواء من قبل المنتج أو المستهلك. أي من هذه البنود الثلاثة لم يتم معالجتها بفعالية لإضافة قيمة تعتبر هدرا.

### الحركة
على النقيض من وسائل النقل التي تشير إلى تلف المنتجات وتكاليف المعاملات المرتبطة بنقلها تشير الحركة إلى الضرر الذي تلحقه عملية الإنتاج على المعدات التي تنتج المنتج، إما مع مرور الوقت (التلف الطبيعي الناتج عن الاستعمال و إصابات الإجهاد المتكررة للعمال) أو خلال أحداث منفصلة  (الحوادث التي تتلف المعدات و/أو تجرح العمال).

### الإنتظار
كلما كانت السلع ليست في مرحلة النقل أو التصنيع، فإنها بطور الانتظار. في العمليات التقليدية، جزءا كبير من حياة المنتج يقضيه في انتظار عمل.

### المعالجة الزائدة
المعالجة الزائدة تحدث في أي وقت يتم القيام بمزيد من العمل على قطعة أكثر مما هو مطلوب من قبل العميل. وهذا يشمل أيضا استخدام مكونات أكثر دقة وتعقيدا وجودة أعلى أو تكلفة أكثر من المطلوب تماما. (المفهوم التقليدي للهدر، كما يتضح من الخردة التي غالبا ما تنتج عن سوء المنتج أو عملية التصميم.

### الإفراط في الإنتاج
الإفراط في الإنتاج يعني إنتاج منتجات أكثر مما هو مطلوب من قبل الزبائن في وقت معين. أحد الممارسات الشائعة التي تؤدي إلى هذا المودا هو إنتاج دفعات كبيرة، كما في كثير من الأحيان تتغير احتياجات المستهلك على مدى فترات طويلة فتتطلب دفعات كبيرة. ويعتبر هذا الإفراط أسوأ أنواع المودا  لأنه يخفي و/أو يولد جميع الأنواع الآخرى. الإفراط في الإنتاج يؤدي إلى زيادة المخزون، ثم يتطلب إنفاق موارد على مساحة التخزين والحفاظ على الأنشطة التي لا تعود بالنفع على العملاء.

### العيوب
كلما تحدث عيوب إضافية فإن ذلك ينعكس بتكاليف على إعادة التصنيع وإعادة جدولة الإنتاج، إلخ.
و تنتج زيادة في تكاليف العمالة واطالة وقت العمل . عيوب العمل يمكن في بعض الأحيان أن تضاعف تكلفة المنتج الواحد. وهذا لا ينبغي أن ينقل إلى المستهلك، وينبغي أن تؤخذ كخسارة.

## وصلات خارجية
- "The 7 Manufacturing Wastes"